# Полинейропатия

Диагностика полинейропатии

Полинейропатия (полирадикулонейропатия, встречается также полиневропатия) — множественное поражение периферических нервов, проявляющееся периферическими вялыми параличами, нарушениями чувствительности, трофическими и вегетососудистыми расстройствами преимущественно в дистальных отделах конечностей. Это, как правило, распространённый симметричный патологический процесс, обычно дистальной локализации, постепенно распространяющийся проксимально.

## Классификация

### По этиологии

#### Приобретённые полинейропатии
- Инфекционно-воспалительные (аутоиммунные нейропатии, вирусные и бактериальные инфекции, аллергические реакции)
- Сосудистые (включая коллагенозы)
- Токсические (медикаменты, токсины и яды, включая алкоголь)
- Метаболические (заболевания обмена веществ, эндокринопатии, нарушения питания)
- Паранеопластические, парапротеинемии, инфильтративное поражение

#### Наследственные полинейропатии
- Наследственная моторно-сенсорная невропатия (НМСН) нескольких типов
- Невропатия со склонностью к параличам от удавления
- Порфирийная полиневропатия
- Наследственные сенсорно-вегетативные полиневропатии

### По патоморфологии повреждения
- Аксонопатии
- Миелинопатии
- Нейронопатии
- Васкулопатии
- Инфильтративные процессы[1]

### По характеру течения
- Острые (развитие заболевания в течение 4 недель)
- Подострые (от 4 до 8 недель)
- Хронические (дольше 8 недель)

## Этиология

### Воспалительные полинейропатии
- Иммунопатии: острый Синдром Гийена-Барре, хроническая воспалительная демиелинизирующая полинейропатия, Синдром Фишера, мультифокальная моторная нейропатия, острая или подострая пандисаутономия, доброкачественная моноклональная гаммапатия, невралгическая плечевая амиотрофия.
- Вирусные инфекции: ВИЧ, цитомегалия, эндемический энцефалит, грипп, гепатит C, герпес, корь, мононуклеоз, паротит (свинка), варицелла (ветряная оспа).
- Бактериальные инфекции: боррелиоз, полиневрит при лимфоцитарном менингите (Синдром Баннварта), бруцеллёз, ботулизм, дифтерия, лепра (проказа), лептоспироз, нейросифилис, рикеттсиоз, дизентерия, токсоплазмоз, тиф, паратиф.
- Аллергические реакции: серонегативный полиневрит.

### Полинейропатии вследствие сосудистых заболеваний
- Облитерирующие сосудистые заболевания
- Узелковый периартериит
- Волчанка красная
- Синдром Чарга-Стросса
- Ревматоидный артрит
- Синдром Шегрена
- Склеродермия
- Криоглобулинемия
- Иммунный васкулит (несистемной, ограниченный периферической нервной системой)
- Critical-illness полиневропатия (полинейропатия критических состояний)
- Сахарный диабет

### Экзотоксические полинейропатии
- Медикаменты: алмитрин, амиодарон, амитриптилин, амфотерицин B, карбимацол, хлорамфеникол, хлороквин, хлорпротиксен, циметидин, цисплатин, колхицин, кромоглициновая кислота, цитарабин, дапсон, диамидин, дихлорацетат, дифенилгидрантоин, дизопирамид, дисульфирам, эналаприл, эрготалкалоиды, этамбутол, этионамид, этоглюцид, этретинат, фибраты, такролимус, флуорохинолоны, фурметонол, гентамицин, глютемид, золото, галогенированные гидроксихинолины, гидралацин, имипрамин, индометацин, интерфероны, линезолид, литий, метаквалон, метимацол, метилтиоурацил, метронидазол, цианат натрия, неосальварсан, ниаламид, нитрофураны, нитроимидацол, аналоги нуклеозидов, паклитаксел, пенициллин, перхексилинмалеат, прокаинамид, прокарбазин, пропилтиоурацил, сальварсан, статины, ставудин, стрептомицин, сультиам, сурамин, таксол, талидомид, видарабинфосфат, винбластин, винкристин, витамин B6[2].

### Эндотоксические, метаболические полинейропатии
(включая гранулематозы и злокачественные процессы с инфильтрацией и компрессией нервов и хронически-наследственные формы)
- Заболевания обмена веществ, эндокринопатии: акромегалия, амилоидоз, сахарный диабет, гипогликемия, гипотиреоз, порфирия, беременность, уремия.
- Нарушение питания: болезнь бери-бери (недостаток витамина B1), гиповитаминозы (B6, B12, E), дистрофия вследствие голодания, гастро-энтеро-панкреатическая мальабсорбция.
- Паранеопластические синдромы: например при злокачественных опухолях лёгкого, желудка, молочных желёз, женских генитальных органов, болезнь Ходжкина, лейкемия, злокачественные ретикулозы.
- Парапротеинемии: плазмацитом, болезнь Вальденстрёма, криоглобулинемия.
- Инфильтрирующие процессы: болезнь Бека (саркоидоз), болезнь Ходжкина, лейкемии, злокачественные ретикулозы, бластоматозный менингеоз, полицитемия.
- Хронически-наследственные формы

## Аксональные полинейропатии (аксонопатии)

### Острые аксональные полинейропатии
Чаще всего связаны с суицидальными или криминальными отравлениями и протекают на фоне картины тяжелой интоксикации мышьяком, фосфорорганическими соединениями, метиловым спиртом, угарным газом и т. д. Клиническая картина полинейропатий разворачивается обычно в течение 2-4 дней, а затем излечение наступает в течение нескольких недель.

### Подострые аксональные полинейропатии
Развиваются в течение нескольких недель, что характерно для многих случаев токсических и метаболических невропатий, однако ещё большее число последних протекает месяцами.

### Хронические аксональные полинейропатии
Прогрессируют в течение длительного времени: от 6 месяцев и более. Развивается чаще всего при хронических интоксикациях алкоголем (алкогольная полинейропатия), авитаминозах (группы В) и системных заболеваниях, таких как сахарный диабет, уремия, биллиарный цирроз, амилоидоз, рак, лимфома, болезни крови, коллагенозы. Из лекарственных препаратов особое внимание необходимо уделять метронидазолу, амиодарону, фурадонину, изониазиду и апрессину, оказывающим нейротропное действие.

## Демиелинизирующие полинейропатии (миелинопатии)

### Острая воспалительная демиелинизирующая полирадикулонейропатия (Синдром Гийена-Барре)
Описана французскими невропатологами Г. Гийеном и Дж. Барре в 1916 г. Причина болезни остаётся недостаточно выясненной. Часто она развивается после предшествующей острой инфекции. Возможно, заболевание вызывается фильтрующимся вирусом, но так как до настоящего времени он не выделен, большинство исследователей считают природу заболевания аллергической. Заболевание рассматривается как аутоиммунное с деструкцией нервной ткани, вторичной по отношению к клеточным иммунным реакциям. Обнаруживаются воспалительные инфильтраты в периферических нервах, а также корешках, сочетающихся с сегментарной демиелинизацией.

### Дифтерийная полинейропатия
Через несколько недель после начала заболевания могут возникнуть признаки поражения черепных нервов бульбарной группы: парез мягкого нёба, языка, расстройство фонации, глотания; возможно нарушения дыхания, особенно при вовлечении в процесс диафрагмального нерва. Поражение блуждающего нерва может обусловить бради- и тахикардию, аритмию. Нередко вовлекаются в процесс глазодвигательные нервы, что проявляется расстройством аккомодации. Реже наблюдается парез наружных глазных мышц, иннервируемых III, IV и VI черепными нервами. Полинейропатия в конечностях обычно проявляется поздними (на 3-4-й неделе) вялыми парезами с расстройством поверхностной и глубокой чувствительности, что приводит к сенситивной атаксии. Иногда единственным проявлением поздней дифтерийной полинейропатии является выпадение сухожильных рефлексов.
Если ранние проявления нейропатии черепных нервов при дифтерии связаны с непосредственным попаданием токсина из очага поражения, то поздние проявления нейропатий периферических нервов связаны с гематогенным распространением токсина. Лечение проводится по этиологическому и симптоматическому принципам.

### Подострые демиелинизирующие полинейропатии
Это нейропатии гетерогенного происхождения; имеют приобретённый характер, течение их волнообразное, рецидивирующее. Клинически они сходны с предыдущей формой, но имеются и различия в темпе развития заболевания, в самом его течении, а также в отсутствии четких провоцирующих пусковых механизмов.

### Хронические демиелинизирующие полинейропатии
Встречаются чаще, чем подострые. Это наследственные, воспалительные, лекарственные нейропатии, а также другие приобретённые формы: при сахарном диабете, гипотиреозе, диспротеинемиях, множественной миеломе, раке, лимфоме и др. Чаще всего при указанных заболеваниях, особенно при сахарном диабете, электродиагностическое исследование дает картину смешанных аксонально-демиелинизирующих процессов. Очень часто остаётся неизвестным, какой процесс первичен — аксональная дегенерация или демиелинизация.

### Диабетическая полинейропатия
Развивается у лиц, страдающих сахарным диабетом. Полинейропатия может быть первым проявлением сахарного диабета или возникает через много лет после начала заболевания. Синдром полинейропатии встречается почти у половины больных сахарным диабетом.

### Полинейропатия приболезни Фабри
Развивается у мужчин и женщин с болезнью Фабри, являясь одним из самых частых и наиболее ранних признаков этой болезни. Является сенсомоторной полинейропатией (length-dependent neuropathy), при которой повреждаются преимущественно тонкие волокна. Проявляется жгучими болями в дистальных отделах конечностей (пальцах рук и ног, ступнях и ладонях). Боли могут усиливаться при повышении температуры тела (например, при ОРВИ), при жаркой погоде, стрессе. Также разрушение тонких волокон при болезни Фабри может проявляться болями в животе, диспептическими явлениями (преимущественно после еды), гипогидрозом.

## Лечение
Лечение полинейропатий зависит от их вида. Часто используются препараты альфалиполиевой кислоты (тиогамма, тиоктацид, берлитион, эспа-липон и др.) и комплексы витаминов группы «В». Эти препараты максимально стимулируют потенциал к реиннервации. Для лечения демиелинизирующих полинейропатий, кроме фармакотерапии, применяются средства, блокирующие патологические аутоиммунные механизмы: введение иммуноглобулинов и плазмаферез. В период ремиссии заболевания важную роль играет комплексная реабилитация.